# Наше будущее (фильм)
«Наше будущее» (фр. Nos futurs) — комедийная драма французского режиссёра Реми Безансона 2015 года. В фильме снимались Пьер Рошфор, Пио Мармай, Мелани Бернье и другие.

## Сюжет
Янну Кербеку за тридцать и он ведет обыденную, опостылевшую ему жизнь. В один прекрасный день, он решает встретиться с Тома, другом детства, которого не видел со школы. Вместе они намереваются вернуться в прошлое и пережить его заново.

## Актёрский состав
- Пио Мармай — Тома
- Пьер Рошфор — Янн Кербек
- Мелани Бернье[фр.] — Эстель
- Киан Кожанди[фр.] — Макс
- Камилль Коттен — Жеральдин
- Лоранс Арне — Эмма
- Роксана Мескида — Виржиния
- Миша Леско — Сэми
- Орельен Вик[фр.] — Венсан
- Тибо Дюбоше — Нико
- Жан-Пьер Лорит[фр.] — Мишель